# Groot-Dubai
Dubai-Sharjah-Ajman (DSA) of Groot-Dubai is een dichtbevolkt grootstedelijk gebied (agglomeratie) in de Verenigde Arabische Emiraten. Het bestaat uit de gecombineerde, grotere stedelijke gebieden van Dubai, Ajman en Sharjah. De stedelijke gebieden aan de noordoostkant van Dubai vloeien over in die van Sharjah, die op hun beurt grenzen aan die van Ajman.
De totale bevolking bedroeg ongeveer 5,7 miljoen mensen in 2023. Dit grootstedelijk gebied vertegenwoordigt een van de dichtstbevolkte en economisch belangrijkste regio's in het Midden-Oosten.
| Stad                | Oppervlakte km2 | Aantal inwoners |
| ------------------- | --------------- | --------------- |
| Dubai               | 1.303           | 3,570.099       |
| Sharjah             | 490             | 1,610.000       |
| Ajman               | 129             | 557.071         |
| Dubai-Sharjah-Ajman | 1.922           | 5.737.170       |